# کیدر (میزوری)
کیدر (به انگلیسی: Kidder) یک شهر در ایالات متحده آمریکا است که در شهرستان کالدول، میزوری واقع شده‌است. کیدر ۱٫۰۴ کیلومتر مربع مساحت و ۳۲۳ نفر جمعیت دارد و ۳۱۰ متر بالاتر از سطح دریا قرار دارد.